# 愛知県道32号長篠東栄線
愛知県道32号長篠東栄線（あいちけんどう32ごう ながしのとうえいせん）は、愛知県新城市から北設楽郡東栄町に至る主要地方道である。

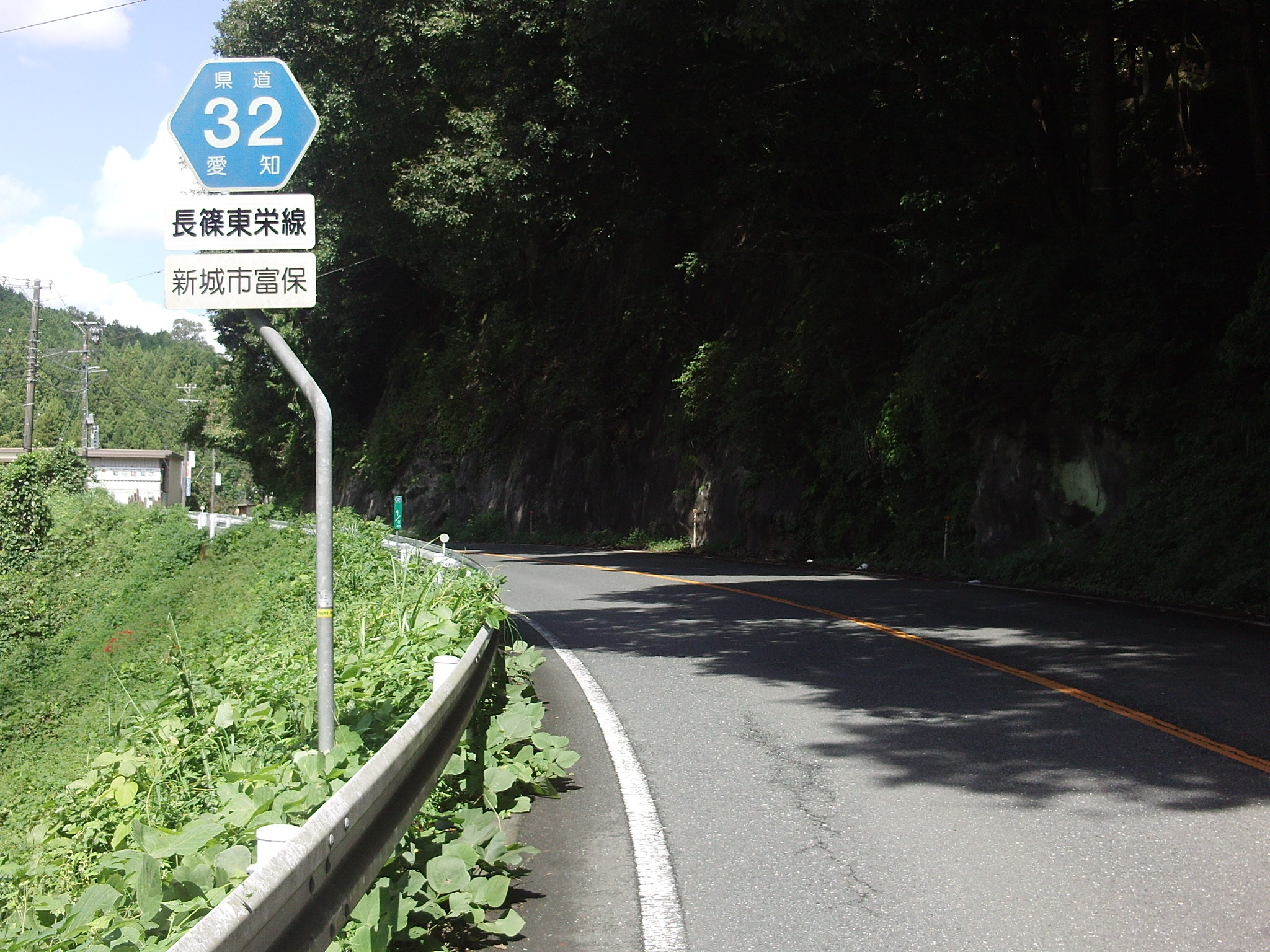
起点の長篠村（現･新城市）北部、鳳来寺鉄道跡付近

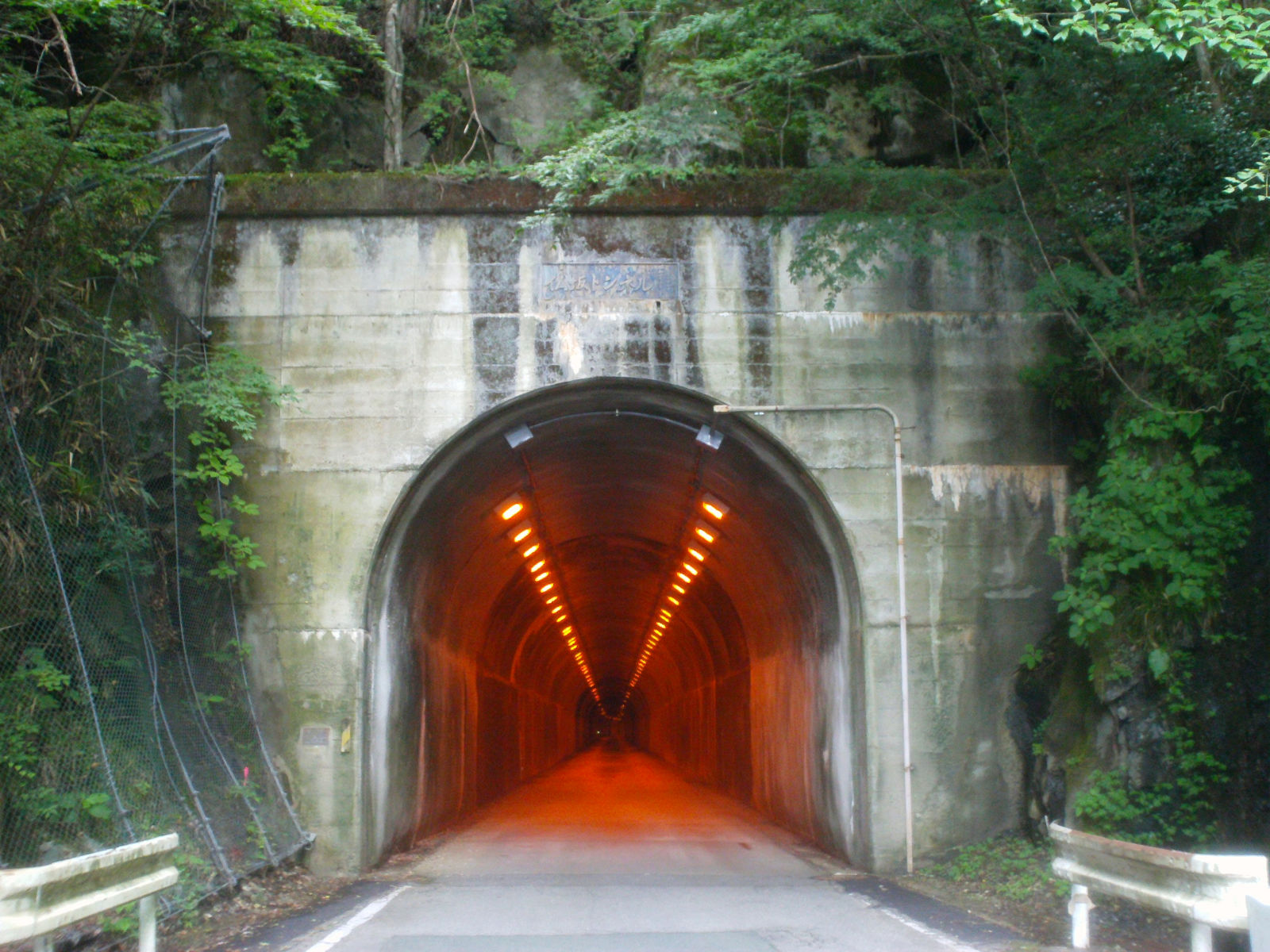
仏坂トンネル（四谷側、2011年7月）

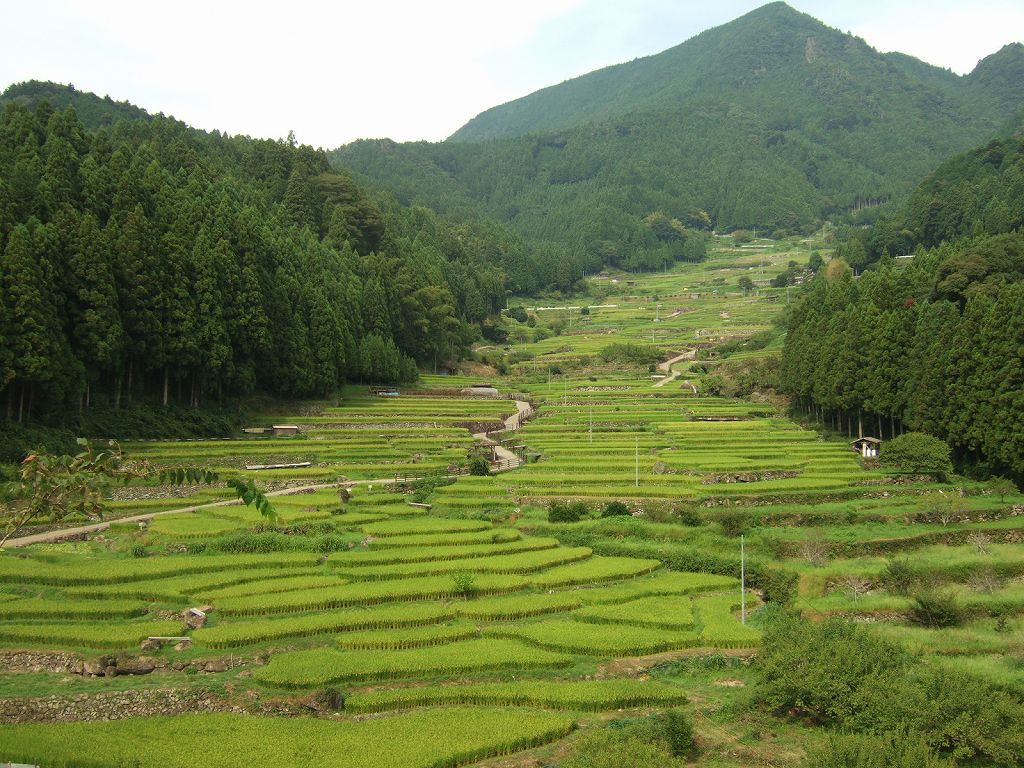
四谷の千枚田と鞍掛山。画像奥、山の中腹：千枚田の上端近くを当県道が横切る（2007年8月）

## 概要

### 路線データ
- 起点：愛知県新城市長篠（長篠交差点：国道151号・国道257号交点）
- 終点：愛知県北設楽郡東栄町中設楽（中設楽交差点：国道151号交点）
- 全長：約33.0km

## 沿革
- 1972年5月4日 ： 認定。
- 2011年4月1日 ： 鳳来東栄線から長篠東栄線に名称変更。
- 2017年12月 ： 海老バイパス供用開始。

## 路線状況

### 別名
- 伊那街道（新城市から海老までの区間）

### バス路線
- 豊鉄バス
  - 田口新城線

### トンネル
- 四谷トンネル
- 仏坂トンネル

新城市と設楽町の境界線となるトンネル。仏坂峠を貫く。長さ608.5m、幅4.5m、1971年3月竣工。近くを東海自然歩道が通る。

## 地理
この道路は、新城市旧鳳来町地区を縦断する重要な道路であり、豊鉄バスもこの道路を走っている。
途中の海老集落までは民家や商店なども多いが、海老から終点までは山道となる。また設楽町神田（かだ）から終点まで約9.2kmは国道473号との重複区間を走ることになる。

### 通過する自治体
- 愛知県
  - 新城市
  - 北設楽郡設楽町
  - 北設楽郡東栄町

### 沿線
- 長篠郵便局
- 本長篠バスターミナル
- 新城市役所鳳来総合支所
- 新城市立鳳来中学校
- 新城市立長篠こども園
- 新城消防署鳳来分署
- 鳳来寺山登山口
- 鳳来寺山ろく青少年旅行村
- 愛知県立鳳来寺高等学校（廃校）
- 新城市立鳳来寺小学校
- 愛知県警察新城警察署玖老勢駐在所
- ファミリーマート新城玖老勢店
- 鳳来寺郵便局
- NTT西日本鳳来電話交換所
- 新城市立連合小学校（2016年廃校）
- 四谷千枚田
- 仏坂峠（トンネル標高515m）
- 東栄町立月小学校（2006年廃校）

### 接続する道路
- 国道151号・国道257号（長篠交差点）
- 愛知県道389号富栄設楽線（新城市門谷万寿地内 - 海老池貝津交差点で重複）
- 愛知県道441号鳳来寺山公園線（新城市門谷笠川地内）
- 愛知県道436号作手清岳玖老勢線（玖老勢交差点）
- 愛知県道435号作手保永海老線（新城市海老南貝津地内）
- 愛知県道424号振草三河川合停車場線（未完成道路、設楽町神田地内で重複）
- 国道473号（設楽町神田 - 東栄町中設楽で重複）
- 国道151号（中設楽交差点）